# 黒川清実
黒川 清実（くろかわ きよざね）は、戦国時代から安土桃山時代にかけての武将。越後国の国人領主黒川氏の当主。相模国の名族で鎌倉幕府創立の功臣、平姓三浦氏、和田氏の流れである。沼垂郡（北蒲原郡）奥山庄の黒川城主。揚北衆三浦党の一人。

## 生涯
黒川盛実の子として誕生。
1531年（享禄4年）の上条の乱では長尾為景に属するが、1535年（天文4年）の乱の時には上条氏に組する。
1547年（天文16年）、長尾家家中で長尾晴景と景虎（後の上杉謙信）の兄弟間に抗争が起こった際には、対立する中条藤資が景虎を擁立しようとしたことから晴景を積極的に支援した。しかし、景虎が守護代後に国主となることにより、清実の立場は悪化していった。後に景虎に恭順し、川中島の戦いにも参戦している。
1554年（天文23年）、景虎より郡司不介入の特権を認められる。また同時期、同族の中条氏に対して領土紛争を起こす。
1575年（天正3年）の「上杉家軍役帳」によると148人と同心35人の軍役を課せられており、席次は中条氏に次いで国衆（下郡）第2位となっている。
謙信死後の上杉家の家督争いである御館の乱では上杉景虎派に属し、上杉景勝方の鳥坂城（中条氏）を攻めるが、その隙に中条氏一族である築地城（築地館）主の築地資豊に攻められている。後に占拠していた鳥坂城は資豊に奪還され、伊達輝宗の仲立ちにより景勝に降伏した。その後は景勝に従い、1582年（天正10年）の新発田攻めの陣にも加わった。

## 系譜
- 父：黒川盛実
- 母：不詳
- 正室：色部憲長（色部勝長の父）の娘
- 生母不明の子女
  - 長男：黒川為実 - 上杉家の会津移封に従い、黒川城を廃して会津へ移る。その後の米沢転封にも従い、1292石を知行されている。